# Bristol Open 1971
Il Bristol Open 1971 è stato un torneo di tennis giocato sull'erba. È stata la 1ª edizione del Bristol Open, che fa parte del World Championship Tennis 1971. Si è giocato a Bristol in Inghilterra su campi in erba, dal 7 al 13 giugno 1971.

## Campioni

### Singolare
Torneo non terminato

### Doppio
- Informazione non disponibile